# GM Epsilon II
De GM Epsilon II is een platform van General Motors. De GM Epsilon II is de nieuwe versie van de GM Epsilon. Het platform was ontworpen door Opel in Rüsselsheim, Duitsland. De GM Epsilon II is opgevolgd door het GM E2XX platform.

## Modellen op GM Epsilon II
- 2008-heden: Opel Insignia, Buick Regal
- 2010-heden: Buick Lacrosse/Alpheon
- 2010-2012: Saab 9-5
- 2012-heden: Roewe 750
- 2013-heden: Chevrolet Malibu, Holden Malibu, Cadillac XTS
- 2014-heden Chevrolet Impala

### Concepten
- 2006 Saab Aero X
- 2007 Buick Riviera
- 2007 Opel GTC Concept